# Selección de rugby de Sudáfrica
La selección de rugby de Sudáfrica representa al país en las competencias de la World Rugby, es gobernada por la South African Rugby Union (SARU) y existe desde 1891. Se le apoda los Springboks por la gacela saltarina, que es el símbolo nacional del país. El seleccionado sudafricano es considerado uno de los mejores y más competitivos en el mundo del rugby y un emblema en la misma Sudáfrica, donde el rugby es considerado el deporte nacional.
El equipo ha ganado la Copa del Mundo en cuatro ocasiones: 1995, 2007, 2019 y 2023 (es la selección con mayor número de títulos). Anualmente compite en The Rugby Championship contra Argentina, Australia y Nueva Zelanda, habiendo ganado este campeonato en cinco ocasiones: 1998, 2004, 2009, 2019 y 2024. El partido All Blacks vs. Springboks es considerado la rivalidad más importante de este deporte en el Mundo.
La selección fue usada por Nelson Mandela como símbolo para unificar socialmente al país, tras el fin del Apartheid.
En 2008 y 2020 fue nombrado Equipo del Año en los prestigiosos Premios Laureus.

## Historia
Aunque Sudáfrica fue decisivo en la creación de la Copa Mundial de Rugby, los Springboks no participaron en las dos primeras copas del mundo de 1987 y 1991 debido al boicot deportivo antiapartheid. El equipo se estrenó en la Copa del Mundo en 1995, cuando la nueva Sudáfrica albergó el torneo. Los Springboks derrotaron a los All Blacks 15-12 en la final, que es actualmente recordada como uno de los grandes momentos en la historia deportiva de Sudáfrica, y un punto de inflexión en el proceso de construcción nacional posterior al apartheid.
Fueron terceros en la Copa de 1999. Sudáfrica recuperó su título de campeón doce años después, cuando derrotaron a Inglaterra 15-6 en la final de 2007. Como resultado del torneo de 2007 los Springboks alcanzaron el primer lugar en el World Rugby Ranking, una posición que conservaron hasta julio del año siguiente, cuando Nueva Zelanda recuperó la cumbre del rugby. En la Copa Mundial de 2015, Sudáfrica sufrió una derrota en la primera fecha ante Japón, unas de las mayores sorpresas en la historia del rugby de selecciones.

## Uniforme

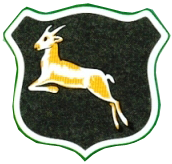
Primer emblema de la selección de rugby de Sudáfrica con el springbok (1906)

Su camiseta es verde y con detalles en dorado, pantalones blancos y calcetines verdes. El jersey está bordado con el logotipo de la SARU a la izquierda y el springbok en la derecha.
Históricamente, el jersey verde se adoptó por vez primera cuando los British and Irish Lions hicieron una gira por Sudáfrica en 1896. En su primera gira por Gran Bretaña e Irlanda en 1906–07 Sudáfrica lució jersey verde con cuello blanco, pantalones cortos azules y azules también los calcetines. Una camiseta de réplica se lució en 2006 contra Irlanda en Dublín para conmemorar el centenario de la gira. Cuando Australia hizo por vez primera una gira por Sudáfrica en 1933, los visitantes llevaban un jersey azul celeste para evitar la confusión, pues en aquella época, ambos lucían jerséis azul oscuro. En 1953, cuando Australia estuvo de nuevo de gira, los Springboks llevaron jerséis blancos para los test matches. En 1961 Australia cambió su jersey al color dorado para evitar más choques de color.
Los principales cambios se han producido, como se señala en la sección anterior, en relación con el emblema, la gacela saltarina (springbok), pues estaba asociada tradicionalmente al deporte segregado del apartheid. En 1992 se adoptó la flor protea rey como emblema de todos los equipos deportivos de Sudáfrica, pero no por eso se prescindió de la gacela Springbok. En diciembre de 2008, la SARU decidió colocar la flor protea en el lado izquierdo del jersey, como los demás equipos nacionales sudafricanos, y trasladar la gacela al lado derecho. El nuevo jersey se lució por vez primera en la gira de los British and Irish Lions en 2009 por Sudáfrica.

## Estadios

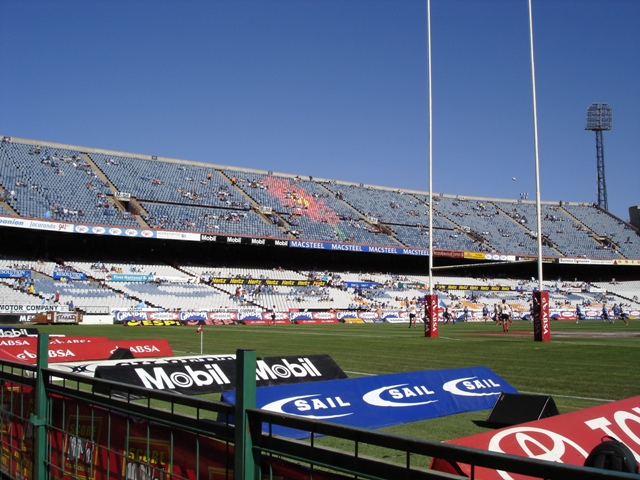
Loftus Stadion en Pretoria

Los Springboks no usan un estadio nacional como su sede, sino que juegan en diversos lugares de Sudáfrica. El Ellis Park Stadium en Johannesburgo, para 60.000 espectadores, fue el principal estadio para la Copa Mundial de Rugby de 1995, donde los Springboks derrotaron a los All Blacks en la final. Otros lugares donde habitualmente juegan sus partidos internacionales son el Loftus Versfeld Stadium (Pretoria), Newlands Stadium (Ciudad del Cabo), Kings Park Stadium (Durban), Free State Stadium (Bloemfontein) y Nelson Mandela Bay Stadium (Port Elizabeth). Los Springboks jugaron su primer test match en Soccer City el 21 de agosto de 2010, un partido del Torneo de las Tres Naciones contra Nueva Zelanda.
Otros estadios que han sido usados para test matches son: Buffalo City Stadium en East London, el Royal Bafokeng Sports Palace en las afueras de Rustenburg, Mbombela Stadium en Nelspruit y Puma Stadium en Witbank.
El primer internacional de Sudáfrica se jugó en el St George's Park Cricket Ground de Port Elizabeth en 1891. Ellis Park fue construido en 1928, y en 1955 tuvo un récord de 100.000 espectadores en un test entre Sudáfrica y los British and Irish Lions.
Se dice que los Springboks tienen ventaja sobre los equipos visitantes cuando juegan en un estadio de gran altitud, en Highveld. Los juegos en Ellis Park, Loftus Versfeld, o Vodacom Park se dice que implican problemas físicos, y que influye en el partido de otras muchas formas, como que el oval recorre más metros cuando se patea. Los expertos no se muestran de acuerdo en si las actuaciones de los visitantes, tradicionalmente mediocres, se deben más a una cuestión mental que a un auténtico desafío físico.

## Plantel
Nienaber (51 años) anunció la lista definitiva el 8 de agosto. Por vez primera en la historia de la Copa Mundial una selección lleva: cuatro medios scrum.
Las pruebas corresponden hasta antes del inicio del mundial y las edades a la fecha de la Final.
|                              | Jugador              | Edad    | Posición      | Pruebas | Equipo                            |
| ---------------------------- | -------------------- | ------- | ------------- | ------- | --------------------------------- |
| Hookers y Pilares            |                      |         |               |         |                                   |
|                              | Deon Fourie          | 37 años | Hooker        | 6       | Stormers                          |
| 1                            | Steven Kitshoff      | 31 años | Pilar         | 74      | Stormers                          |
|                              | Vincent Koch         | 33 años | Pilar         | 45      | Stade Français Paris              |
| 3                            | Frans Malherbe       | 32 años | Pilar         | 61      | Stormers                          |
|                              | Malcolm Marx         | 29 años | Hooker        | 61      | Kubota Spears Funabashi Tokyo Bay |
| 2                            | Bongi Mbonambi       | 32 años | Hooker        | 59      | Sharks                            |
|                              | Ox Nché              | 28 años | Pilar         | 19      | Sharks                            |
|                              | Trevor Nyakane       | 34 años | Pilar         | 61      | Racing 92                         |
| Segundas líneas              |                      |         |               |         |                                   |
| 4                            | Eben Etzebeth        | 31 años | Segunda línea | 112     | Sharks                            |
|                              | Jean Kleyn           | 30 años | Segunda línea | 2       | Munster Rugby                     |
| 5                            | Franco Mostert       | 32 años | Segunda línea | 65      | Mie Honda Heat                    |
|                              | Marvin Orie          | 30 años | Segunda línea | 14      | Stormers                          |
|                              | RG Snyman            | 28 años | Segunda línea | 26      | Munster Rugby                     |
| Alas y Octavos               |                      |         |               |         |                                   |
| 7                            | Pieter-Steph du Toit | 31 años | Ala           | 69      | Toyota Verblitz                   |
| 6                            | Siya Kolisi          | 32 años | Ala           | 75      | Sharks                            |
|                              | Kwagga Smith         | 30 años | Ala           | 33      | Shizuoka Blue Revs                |
|                              | Marco van Staden     | 28 años | Ala           | 12      | Bulls                             |
| 8                            | Duane Vermeulen      | 37 años | Octavo        | 66      | Ulster Rugby                      |
|                              | Jasper Wiese         | 28 años | Octavo        | 22      | Leicester Tigers                  |
| Medios scrum                 |                      |         |               |         |                                   |
| 9                            | Faf de Klerk         | 32 años | Medio scrum   | 48      | Yokohama Canon Eagles             |
|                              | Jaden Hendrikse      | 23 años | Medio scrum   | 12      | Sharks                            |
|                              | Cobus Reinach        | 33 años | Medio scrum   | 26      | Montpellier Hérault Rugby Club    |
|                              | Grant Williams       | 27 años | Medio scrum   | 4       | Sharks                            |
| Aperturas y Centros          |                      |         |               |         |                                   |
| 12                           | Damian de Allende    | 31 años | Centro        | 71      | Saitama Wild Knights              |
|                              | André Esterhuizen    | 29 años | Centro        | 13      | Harlequins FC                     |
| 13                           | Jesse Kriel          | 29 años | Centro        | 61      | Yokohama Canon Eagles             |
| 10                           | Manie Libbok         | 26 años | Apertura      | 7       | Stormers                          |
| 15                           | Damian Willemse      | 25 años | Apertura      | 31      | Stormers                          |
| Fullbacks y Wings            |                      |         |               |         |                                   |
| 14                           | Kurt-Lee Arendse     | 27 años | Fullback      | 10      | Bulls                             |
| 11                           | Cheslin Kolbe        | 30 años | Wing          | 25      | Rugby Club Toulonnais             |
|                              | Willie le Roux       | 34 años | Fullback      | 86      | Toyota Verblitz                   |
|                              | Makazole Mapimpi     | 33 años | Wing          | 38      | Sharks                            |
|                              | Canan Moodie         | 20 años | Wing          | 5       | Bulls                             |
| Entrenador: Jacques Nienaber |                      |         |               |         |                                   |

## Jugadores notables

### Hall of Fame
Tres entrenadores: Danie Craven, Kitch Christie y Jake White, más doce jugadores: Naas Botha, Morné du Plessis, Frik du Preez, Os du Randt, Danie Gerber, Fairy Heatlie, Hennie Muller, Bennie Osler, Francois Pienaar, John Smit, Joost van der Westhuizen y Bryan Habana, son miembros del World Rugby Salón de la Fama.

### Récords individuales

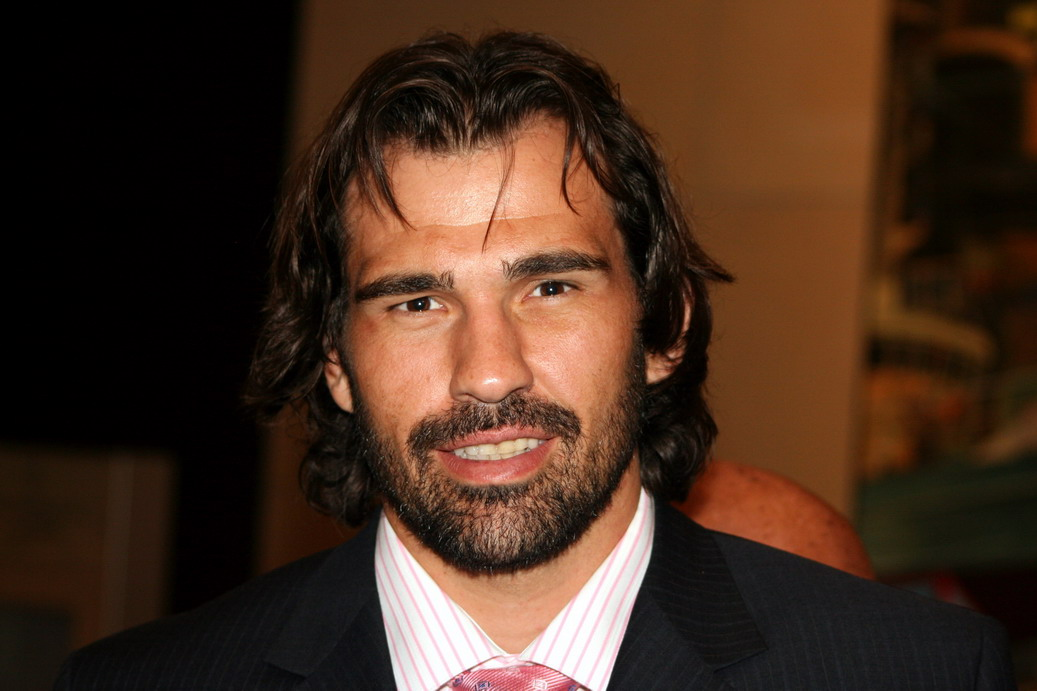
Victor Matfield jugó más partidos.

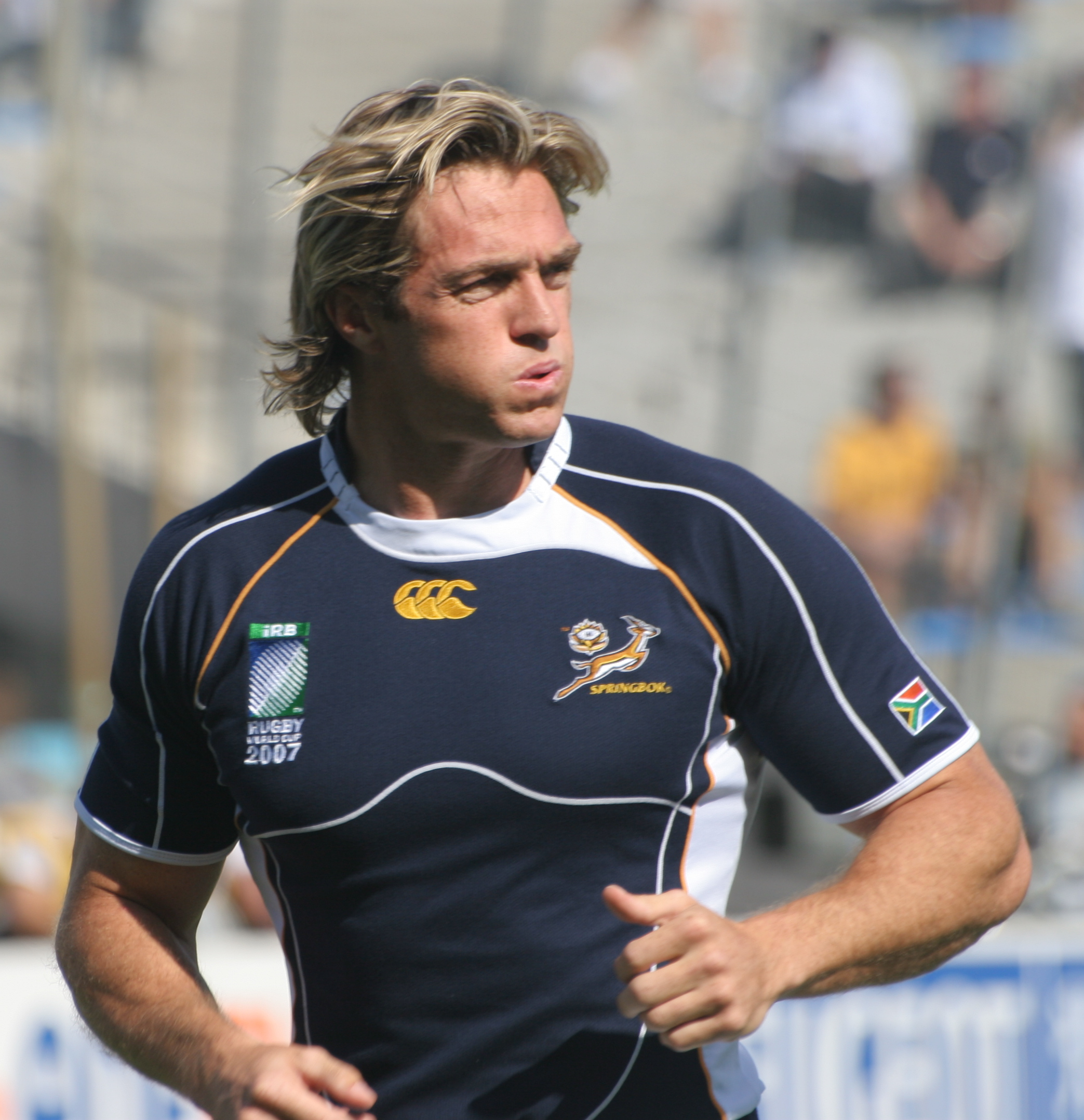
Percy Montgomery marcó más puntos.

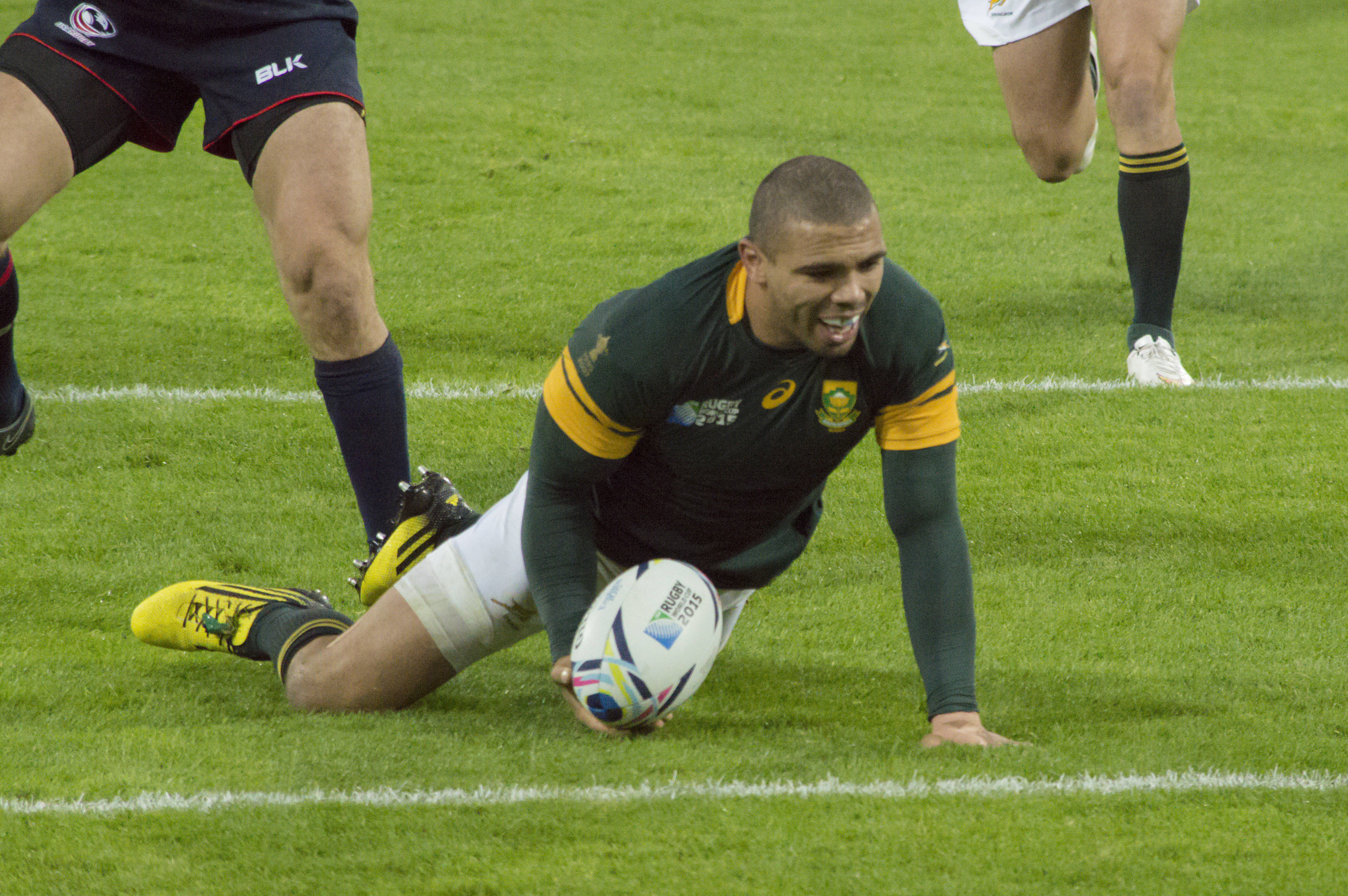
Bryan Habana marcó más tries.

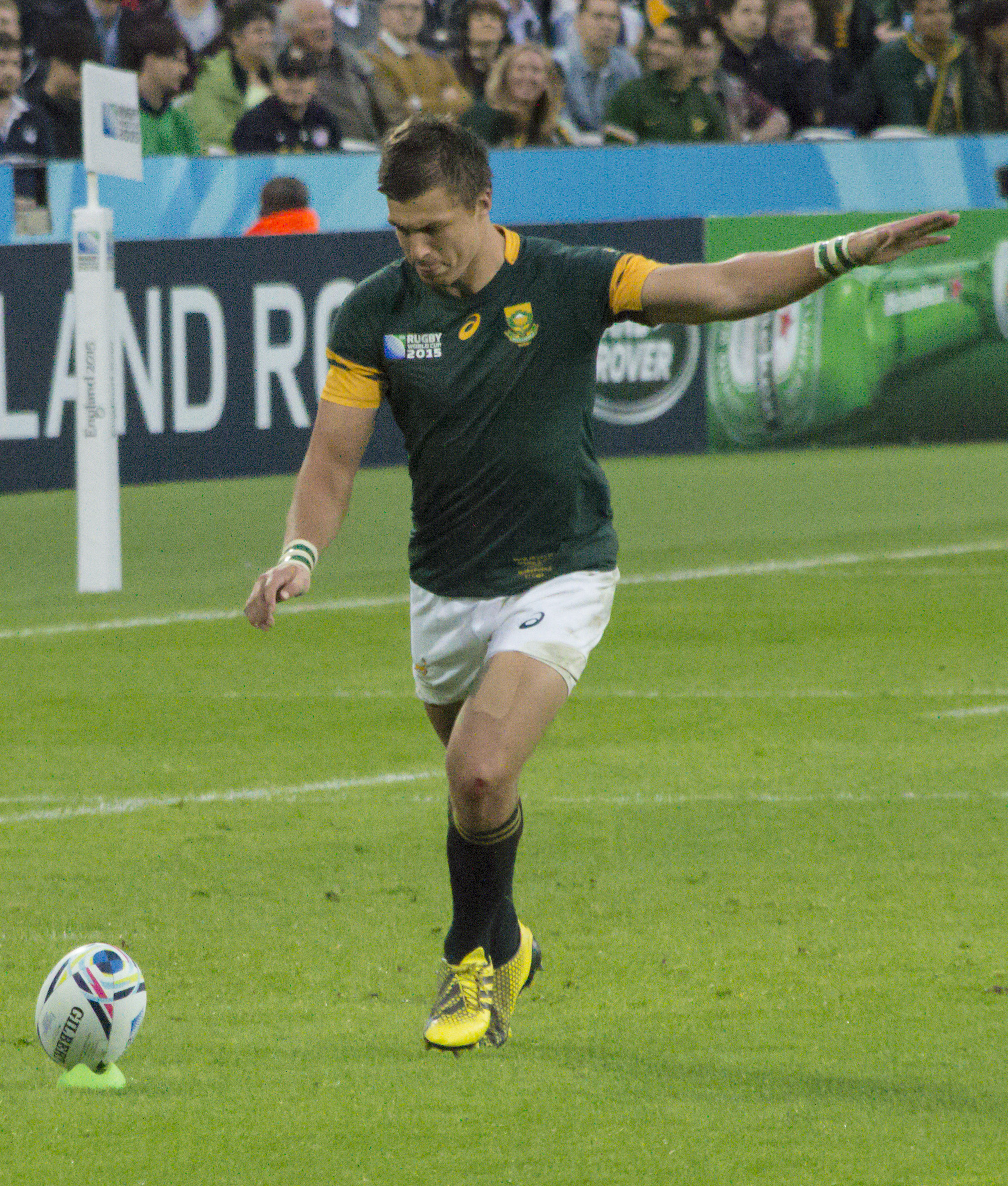
Handré Pollard, jugador en activo que está el tercero entre los de mayor puntuación.

El jugador de Sudáfrica con más caps es Victor Matfield con 127 caps. El back con más caps es Bryan Habana. Percy Montgomery tiene el récord de jugador sudafricano con más puntos con 893, que en el momento en que se retiró lo colocó el sexto en la lista de mayores puntuadores de rugby (actualmente está el undécimo).
John Smit fue el capitán con más caps, habiendo capitaneado a Sudáfrica en 82 de sus 111 tests matches, aunque después ha sido superado. Smit también tuvo el récord de más partidos seguidos jugando con Sudáfrica, 46.
El que más ensayos ha marcado es Bryan Habana con 67.
El 8 de octubre de 2019, Cobus Reinach marcó el más temprano hat-trick en la historia de la copa del mundo.

#### Mayor número de test matches
Tests actualizados el 2 de febrero de 2024.
|    | Jugador                  | Tests | Posición      | Carrera   |
| -- | ------------------------ | ----- | ------------- | --------- |
| 1  | Victor Matfield          | 127   | Segunda línea | 2001–2015 |
| 2  | Bryan Habana             | 124   | Wing          | 2004–2016 |
| 3  | Eben Etzebeth            | 119   | Segunda Línea | 2012-     |
| 4  | Tendai Mtawarira         | 117   | Pilar         | 2008-2019 |
| 5  | John Smit                | 111   | hooker        | 2000–2011 |
| 6  | Jean de Villiers         | 109   | Centro        | 2002-2015 |
| 7  | Percy Montgomery         | 102   | Fullback      | 1997–2008 |
| 8  | Willie le Roux           | 94    | Fullback      | 2013-     |
| 9  | Joost van der Westhuizen | 89    | Medio scrum   | 1993–2003 |
| 10 | Ruan Pienaar             | 88    | Medio scrum   | 2006–2015 |

#### Máximos anotadores en test matches
Puntos actualizados el 2 de febrero de 2024.
|    | Jugador                  | Puntos | Posición    | Carrera   |
| -- | ------------------------ | ------ | ----------- | --------- |
| 1  | Percy Montgomery         | 893    | Fullback    | 1997–2008 |
| 2  | Morné Steyn              | 742    | Apertura    | 2009–2021 |
| 3  | Handré Pollard           | 698    | Apertura    | 2014–     |
| 4  | Bryan Habana             | 335    | Wing        | 2004–2016 |
| 5  | Elton Jantjies           | 331    | Apertura    | 2012–2022 |
| 6  | Naas Botha               | 312    | Apertura    | 1980–1992 |
| 7  | Joel Stransky            | 240    | Apertura    | 1993–1996 |
| 8  | Braam van Straaten       | 221    | Apertura    | 1999–2001 |
| 9  | Joost van der Westhuizen | 190    | Medio scrum | 1993–2003 |
| 10 | Jannie de Beer           | 181    | Apertura    | 1997–1999 |

#### Máximos anotadores de ensayos
Ensayos actualizados el 2 de febrero de 2024.
|    | Jugador                  | Tries | Posición    | Carrera   |
| -- | ------------------------ | ----- | ----------- | --------- |
| 1  | Bryan Habana             | 67    | Wing        | 2004–2016 |
| 2  | Joost van der Westhuizen | 38    | Medio scrum | 1993–2003 |
| 3  | Jaque Fourie             | 32    | Centro      | 2003–2013 |
| 4  | Jean de Villiers         | 27    | Centro      | 2002–2015 |
| 5  | Makazole Mapimpi         | 26    | Wing        | 2018-     |
| 5  | Breyton Paulse           | 26    | Wing        | 1999–2007 |
| 7  | Percy Montgomery         | 25    | Fullback    | 1997–2008 |
| 8  | JP Pietersen             | 24    | Wing        | 2006–2016 |
| 9  | Pieter Rossouw           | 21    | Wing        | 1997–2003 |
| 10 | James Small              | 20    | Wing        | 1992–1997 |

## Entrenadores
| Nombre           | Mandato             | % de victorias |
| ---------------- | ------------------- | -------------- |
| Danie Craven     | 1949–56             | 74 %           |
| Basil Kenyon     | 1958                | 0 %            |
| Hennie Muller    | 1960–61, 1963, 1965 | 44 %           |
| Boy Louw         | 1960–61, 1965       | 67 %           |
| Izak van Heerden | 1962                | 75 %           |
| Felix du Plessis | 1964                | 100 %          |
| Ian Kirkpatrick  | 1967, 1974          | 60 %           |
| Avril Malan      | 1969–70             | 50 %           |
| Johan Claassen   | 1964, 1970–74       | 50 %           |
| Nelie Smith      | 1980–81             | 80 %           |
| Cecil Moss       | 1982–89             | 83 %           |

| Nombre            | Mandato   | % de victorias |
| ----------------- | --------- | -------------- |
| John Williams     | 1992      | 20 %           |
| Ian McIntosh      | 1993–94   | 33 %           |
| Kitch Christie    | 1994–96   | 100 %          |
| Andre Markgraaff  | 1996      | 61 %           |
| Carel du Plessis  | 1997      | 37 %           |
| Nick Mallett      | 1997–2000 | 71 %           |
| Harry Viljoen     | 2000–02   | 53 %           |
| Rudolph Straeuli  | 2002–03   | 52 %           |
| Jake White        | 2004–07   | 67 %           |
| Peter de Villiers | 2008–11   | 62 %           |
| Heyneke Meyer     | 2012–2015 | 66 %           |
| Allister Coetzee  | 2016-2017 | 47 %           |
| Rassie Erasmus    | 2018-2019 | 65 %           |
| Jacques Nienaber  | 2020-2023 | 69 %           |
| Rassie Erasmus    | 2024-     |                |

## Estadísticas

### Rugby Championship
El único torneo que anualmente juega Sudáfrica es el Rugby Championship (anteriormente, el Torneo de las Tres Naciones), que enfrenta a Australia y Nueva Zelanda desde 1996, con Argentina uniéndose a la competición en 2012. Sudáfrica ha ganado el torneo en cinco ocasiones; en 1998, 2004, 2009, 2019 y 2024. Sudáfrica también participa en la Mandela Challenge Plate con Australia, y la Freedom Cup con Nueva Zelanda como parte del Rugby Championship.

### Copa del Mundo
Sudáfrica no participó en las Copas Mundiales de 1987 y de 1991 debido al boicot deportivo motivado por su política de apartheid.
En 1995 fue el debut de Sudáfrica en el evento fue como país organizador. Derrotaron a los entonces campeones, Australia, 27–18 en el partido inaugural, y a los All Blacks en la final, 15–12 gracias a un drop de Joel Stransky, desde 40 metros y en la prórroga, obteniendo su primer campeonato.
En 1999 Sudáfrica sufrió su primera derrota en este torneo, cuando los venció Australia 21–27 en semifinales.
En 2003 ocurrió la peor actuación de Sudáfrica en una Copa Mundial fue cuando perdieron un partido en la fase de grupos frente a Inglaterra, y luego fueron eliminados del torneo por los All Blacks en cuartos de final.
En 2007 los Springboks derrotaron a Fiyi en los cuartos de final y a Argentina en las semifinales; después derrotaron a Inglaterra en la final 15–6 con lo que ganaron el torneo por segunda vez.
En 2011 los Springboks fuero derrotados por Australia 9–11 en cuartos de final después de ganar los cuatro partidos de la fase de grupos.
En 2015 Sudáfrica sufrió una derrota 32–34 frente a Japón en su primer partido de la fase de grupos el 19 de septiembre. La BBC señaló que el partido fue la mayor sorpresa de la historia del rugby. Al final, quedó en el tercer puesto, venciendo a Argentina en el duelo por esa posición.
En 2019 Sudáfrica pasó a la fase final segundo en su grupo, sólo superado por los campeones defensores Neozelandeses en el primer partido del grupo por 23 a 13. Luego de ello, dejaron en el camino a Japón y Gales con lo justo por lo que nada hacía suponer el resultado de la final. El 2 de noviembre de 2019 se enfrentaron con Inglaterra, quienes habían demolido a los All Blacks una semana antes con un devastador 19-7. La final se jugó a estadio lleno y con gran respeto del pueblo japonés que, con su consabida cultura, supo estar a la altura y disfrutar del partido. Los Springboks obtuvieron su tercer campeonato derrotando al equipo de la Rosa 32-12 con un juego basado en el poderío de su scrum y la destreza e inteligencia de sus medios.
Los Springboks ganaron la Copa Mundial de Rugby de 2023, derrotando a Nueva Zelanda 12-11 en la final en el Stade de France en París el 28 de octubre de 2023. Fue el cuarto título de la Copa Mundial de Rugby de Sudáfrica, y el segundo consecutivo, habiendo ganado también en 2019.
La final contra Nueva Zelanda fue un asunto tenso y muy disputado. Los All Blacks se quedaron con 14 hombres en la primera mitad cuando el capitán Sam Cane fue expulsado por una entrada peligrosa. Los Springboks aprovecharon su superioridad numérica, pero Nueva Zelanda defendió tenazmente y mantuvo el marcador ajustado.
| Año                | Fase             | Posición | PJ | PG | PE | PP | PF   | PC  |
| Nueva Zelanda 1987 | No participó     |          |    |    |    |    |      |     |
| Inglaterra 1991    | No participó     |          |    |    |    |    |      |     |
| Sudáfrica 1995     | Campeón          | 1.º      | 6  | 6  | 0  | 0  | 144  | 67  |
| Gales 1999         | Tercer puesto    | 3.º      | 5  | 5  | 0  | 1  | 219  | 101 |
| Australia 2003     | Cuartos de final | 5.º      | 5  | 3  | 0  | 2  | 193  | 89  |
| Francia 2007       | Campeón          | 1.º      | 7  | 7  | 0  | 0  | 278  | 86  |
| Nueva Zelanda 2011 | Cuartos de final | 5.º      | 5  | 4  | 0  | 1  | 175  | 35  |
| Inglaterra 2015    | Tercer puesto    | 3.º      | 7  | 5  | 0  | 2  | 241  | 108 |
| Japón 2019         | Campeón          | 1.º      | 7  | 6  | 0  | 1  | 262  | 67  |
| Francia 2023       | Campeón          | 1.º      |    |    |    |    |      |     |
| Australia 2027     | Clasificado      |          |    |    |    |    |      |     |
| Total              |                  | 3.º      | 43 | 36 | 0  | 7  | 1512 | 553 |
| ------------------ | ---------------- | -------- | -- | -- | -- | -- | ---- | --- |

### Total
Hasta los años 1990, Sudáfrica fue considerada una de las naciones más exitosas del rugby en la historia de los juegos amistosos, con un balance positivo de victorias-derrotas contra cualquier otra nación incluyendo sus rivales tradicionales, Nueva Zelanda. Sin embargo, durante los últimos veinte años, aunque los Springboks han conseguido mantener un balance positivo frente al resto, no lo han conseguido frente a Nueva Zelanda. Cuando el World Rugby Ranking fue introducido en octubre de 2003, Sudáfrica estuvo la sexta. Su ranking fluctuó hasta la victoria en la Copa Mundial de 2007 brevemente los colocó en la cumbre de la clasificación. Desde entonces, los dos primeros puestos se han alternado hasta que ha permanecido con los All Blacks desde noviembre de 2009 cuando los Boks perdieron con Francia en su gira de final de año. A fecha 31 de agosto de 2015, se encontraba en cuarta posición, subiendo a la tercera posición tras los cuartos de final de la Copa Mundial de Rugby de 2015.
Actualizado el 23 de noviembre de 2024
| Adversario                  | Jugados | Ganados | Perdidos | Empatados | Victorias sudafricanas |
| --------------------------- | ------- | ------- | -------- | --------- | ---------------------- |
| Argentina                   | 38      | 33      | 4        | 1         | 86.8%                  |
| Australia                   | 95      | 52      | 40       | 3         | 54.7%                  |
| Canadá                      | 3       | 3       | 0        | 0         | 100.0%                 |
| Escocia                     | 30      | 25      | 5        | 0         | 83.3%                  |
| España                      | 1       | 1       | 0        | 0         | 100.0%                 |
| Estados Unidos              | 4       | 4       | 0        | 0         | 100.0%                 |
| Fiyi                        | 3       | 3       | 0        | 0         | 100.0 %                |
| Francia                     | 46      | 28      | 12       | 6         | 60.8 %                 |
| Gales                       | 43      | 35      | 7        | 1         | 81.3%                  |
| Georgia                     | 2       | 2       | 0        | 0         | 100.0 %                |
| Inglaterra                  | 47      | 29      | 16       | 2         | 61.7%                  |
| Irlanda                     | 30      | 19      | 10       | 1         | 63.3%                  |
| Italia                      | 16      | 15      | 1        | 0         | 93.7%                  |
| Japón                       | 3       | 2       | 1        | 0         | 66.6%                  |
| Leones Británico-irlandeses | 49      | 25      | 18       | 6         | 51.0%                  |
| Namibia                     | 3       | 3       | 0        | 0         | 100.0%                 |
| New Zealand Cavaliers ±     | 4       | 3       | 1        | 0         | 75.0%                  |
| Nueva Zelanda               | 108     | 42      | 62       | 4         | 38.8%                  |
| Pacific Islanders           | 1       | 1       | 0        | 0         | 100.0%                 |
| Portugal                    | 1       | 1       | 0        | 0         | 100.0%                 |
| Rumania                     | 2       | 2       | 0        | 0         | 100.0%                 |
| Samoa                       | 9       | 9       | 0        | 0         | 100.0%                 |
| Sudamérica XV               | 8       | 7       | 1        | 0         | 87.5%                  |
| Tonga                       | 3       | 3       | 0        | 0         | 100.0%                 |
| Uruguay                     | 3       | 3       | 0        | 0         | 100.0%                 |
| World XV                    | 3       | 3       | 0        | 0         | 100.0%                 |
| Total                       | 555     | 353     | 178      | 24        | 63.60%                 |

± The Cavaliers fue el nombre que se dio a un equipo oficioso (rebelde) de Nueva Zelanda que hizo una gira por Sudáfrica en 1986. La New Zealand Rugby Union no aprobó el equipo y no lo reconoció como un equipo representativo de Nueva Zelanda.

## Palmarés
- Copa del Mundo de Rugby
  -  Campeón (4): 1995, 2007, 2019 y 2023
  -  Tercer puesto : 1999 y 2015
- Rugby Championship (5): 1998, 2004, 2009, 2019 y 2024.
  - Freedom Cup (3): 2004, 2009 y 2024
  - Mandela Challenge Plate (8): 2002, 2005, 2009, 2013, 2014, 2019, 2023 y 2024.
- Copa Príncipe William (10): 2007, 2008-I, 2008-II, 2010-I, 2010-II, 2012, 2014-I, 2021, 2022, 2024.
- Killik Cup (1): 2016